# 打鼓嶺
打鼓嶺（英語：Ta Kwu Ling）位於香港新界北區北部坪輋以北，鄰近香港與深圳的邊界，部分地方曾屬邊境禁區。當中區內小山丘白虎山更是香港最北端。打鼓嶺與其東邊的沙頭角在香港區議會選舉中共同擁有紅花嶺選區的議席，而鄉事委員會則各自於區議會內另有代表，現任打鼓嶺區鄉事委員會主席是陳月明。
英國1898年接管新界後，直到1980年前，香港政府將現今北區範圍劃分四個分區，其中之一就是「打鼓嶺區」，由於此制度沿用近80年之久，故此「打鼓嶺」在廣義上也涵蓋原「打鼓嶺區」所覆蓋的地方，包括坪輋、恐龍坑、老鼠嶺、香園圍等地。文錦渡和羅湖原來也是打鼓嶺區一部分，不過由於這兩個地方與打鼓嶺核心區之間有山嶺阻隔，距離較遠，缺乏主要道路連接，而且皆爲香港與內地之間主要邊境口岸所在地，知名度比打鼓嶺更高，故此一般不會將這兩個地方視爲打鼓嶺的一部分。

## 地名來源
相傳打鼓嶺的地名，與抵禦外敵有關。清朝時期，打鼓嶺居民經常受到深圳河以北的黃貝嶺居民欺壓。由於黃貝嶺居民人數比打鼓嶺多，打鼓嶺居民難以抵擋黃貝嶺的攻擊，因此居民便設一個大皮鼓，當黃貝嶺居民來襲，便立即擊鼓通知區內群眾合力抗敵，這項特色便使打鼓嶺有了這個名稱。

## 地理
打鼓嶺的氣候屬於冬冷夏熱型，由於位處內陸平原和盆地地區，難以受到海風調節氣溫，吸熱和散熱速度遠比沿海地區和市區快。故此在夏天日間時，溫度普遍比市區高攝氏1至3度不等，冬天時的溫度又比市區低攝氏幾度甚至10幾度不等，尤以輻射冷卻和寒潮影響下極為常見。亦因為打鼓嶺位於內陸地區，在熱帶氣旋影響時打鼓嶺的風力一般都不會太強。
即使在9月上旬到10月上旬這些初秋、中秋時節，在港九市區最低氣溫可能仍然有25度左右的時候，打鼓嶺最低氣溫基本上已經可以降至20度以下，可見打鼓嶺的四季分明。
另外打鼓嶺在每年冬季都會錄得接近零度的氣溫（攝氏5度或以下），有紀錄最冷日子為2021年1月的攝氏零下0.9度。香港天文台在打鼓嶺設有氣象監測站，專門收集新界北部內陸地區的天氣數據。
夏季時由於打鼓嶺的中心地帶為內陸盆地，被周邊的高地及山丘包圍，所以在夏天經常記錄到全香港最高溫度。
打鼓嶺也是除了在冬季時較常出現零度以下氣溫的大帽山和鳳凰山外，是香港少數有機會出現零下溫度的平地地區。例如2021年1月曾出現-0.9℃最低溫。此外打鼓嶺更幾乎在每年冬季都會出現持續結冰和霜凍現象。

## 氣候
| 打鼓嶺 (1988–2023)  | 打鼓嶺 (1988–2023) | 打鼓嶺 (1988–2023) | 打鼓嶺 (1988–2023) | 打鼓嶺 (1988–2023) | 打鼓嶺 (1988–2023) | 打鼓嶺 (1988–2023) | 打鼓嶺 (1988–2023) | 打鼓嶺 (1988–2023) | 打鼓嶺 (1988–2023) | 打鼓嶺 (1988–2023) | 打鼓嶺 (1988–2023) | 打鼓嶺 (1988–2023) | 打鼓嶺 (1988–2023) |
| 月份                | 1月                | 2月                | 3月                | 4月                | 5月                | 6月                | 7月                | 8月                | 9月                | 10月               | 11月               | 12月               | 全年               |
| ------------------- | ------------------ | ------------------ | ------------------ | ------------------ | ------------------ | ------------------ | ------------------ | ------------------ | ------------------ | ------------------ | ------------------ | ------------------ | ------------------ |
| 历史最高温 °C（°F） | 29.0 (84.2)        | 30.0 (86.0)        | 32.8 (91.0)        | 33.9 (93.0)        | 37.5 (99.5)        | 36.5 (97.7)        | 38.3 (100.9)       | 38.5 (101.3)       | 36.4 (97.5)        | 35.5 (95.9)        | 32.7 (90.9)        | 30.5 (86.9)        | 38.5 (101.3)       |
| 平均高温 °C（°F）   | 19.8 (67.6)        | 20.7 (69.3)        | 23.1 (73.6)        | 26.5 (79.7)        | 29.8 (85.6)        | 31.6 (88.9)        | 32.7 (90.9)        | 32.4 (90.3)        | 31.6 (88.9)        | 29.1 (84.4)        | 25.6 (78.1)        | 21.4 (70.5)        | 27.0 (80.6)        |
| 日均气温 °C（°F）   | 15.1 (59.2)        | 16.4 (61.5)        | 19.1 (66.4)        | 22.6 (72.7)        | 25.9 (78.6)        | 27.8 (82.0)        | 28.5 (83.3)        | 28.1 (82.6)        | 27.3 (81.1)        | 24.6 (76.3)        | 20.8 (69.4)        | 16.4 (61.5)        | 22.7 (72.9)        |
| 平均低温 °C（°F）   | 11.3 (52.3)        | 13.1 (55.6)        | 16.1 (61.0)        | 19.8 (67.6)        | 23.0 (73.4)        | 25.0 (77.0)        | 25.3 (77.5)        | 25.1 (77.2)        | 24.1 (75.4)        | 21.2 (70.2)        | 17.0 (62.6)        | 12.2 (54.0)        | 19.4 (66.9)        |
| 历史最低温 °C（°F） | −0.9 (30.4)        | 0.9 (33.6)         | 3.1 (37.6)         | 7.4 (45.3)         | 14.7 (58.5)        | 16.3 (61.3)        | 21.1 (70.0)        | 22.0 (71.6)        | 16.9 (62.4)        | 11.1 (52.0)        | 2.9 (37.2)         | 0.2 (32.4)         | −0.9 (30.4)        |
| 平均降水量 mm（）   | 27.8 (1.09)        | 36.3 (1.43)        | 56.3 (2.22)        | 125.1 (4.93)       | 239.0 (9.41)       | 365.6 (14.39)      | 305.1 (12.01)      | 352.9 (13.89)      | 239.9 (9.44)       | 93.9 (3.70)        | 36.4 (1.43)        | 27.5 (1.08)        | 1,905.8 (75.03)    |
| 平均相對濕度（％）  | 72                 | 76                 | 78                 | 81                 | 82                 | 83                 | 82                 | 83                 | 80                 | 73                 | 73                 | 70                 | 77                 |
| 来源：香港天文台    |                    |                    |                    |                    |                    |                    |                    |                    |                    |                    |                    |                    |                    |

## 村落
打鼓嶺包括以下村落：上山雞乙、下山雞乙、大埔田、木湖、瓦窰、瓦窰下、禾徑山、竹園、李屋、坪洋、坪輋、松園下、香園圍、得月樓、週田村、塘坊、新屋嶺、鳳凰湖、簡頭圍、羅湖

## 農場
根據衛星照片所見打鼓嶺相當多村落有田地進行農耕活動。政府並無公佈個體農戶或非休閒農場資料。
根據蔬菜統營處與漁農自然護理署出版《香港休閒農場指南》，坪輋路兩邊共有11個休閒農場，單是雲泉仙館附近便有4個休閒農場。休閒農場負有郊遊消閒和推廣環境保護﹑生態教育﹑健康生活等的教育功用。部份農場進行有機耕作，「深受廣大市民歡迎」。提供自耕農圃﹑蔬果採摘﹑農務體驗等等。
雲泉仙館附近4個休閒農場：
- 甘霖有機農場[7]
- 信林農場沉香園[8]
- 德記農場[8]
- 發記有機耕種農場[9]

## 設施
- 蓮塘口岸／香園圍管制站
- 打鼓嶺（松園下）巴士總站： 位於北區蓮麻坑路，坪輋路交界的東側，打鼓嶺警署對面、打鼓嶺消防局西南側，是一個路邊車站。
- 打鼓嶺嶺英公立學校
- 打鼓嶺警署
- 新界東北堆填區

## 交通
- 巴士：九龍巴士79K線（上水來往打鼓嶺（松園下））
  - 06:00-22:30；週末30分鐘一班；平日:30分鐘一班，“06:30 - 08:10”、“18:40 - 19:00”這兩段時段為20分鐘一班。[10]
- 新界專綫小巴：52K線 (坪輋路李屋村來往港鐵粉嶺站)
  - 每天：05:00-00:30；4-10分鐘一班（由坪輋出05:00-00:00）[11]。設有分段收費。
- 新界專綫小巴：59K線（蓮麻坑來往港鐵上水站，另設有香園圍來往港鐵上水站的短程班次）
- 新界專綫小巴：59S線（香園圍口岸來往港鐵上水站）

## 紀錄
2012年9月「新界東北新發展區規劃及工程研究」論壇改於上水寶運路草地舉行。香港政府「新界東北規劃及發展研究」選定古洞北、粉嶺北及坪輋／打鼓嶺為新發展區。在第三階段，討論「建議發展大綱圖」引起市民表達強烈不滿。因為原本以香港人口長遠發展為考慮而發展的大計，被發現預留興建公共房屋地區太少，而且大量消除農地，打鼓嶺一帶會興建一條連接路，接駁擬興建的蓮塘／香園圍邊境口岸道路。市民與學者表示香港新界東北農業成為發展新中港新口岸的犧牲品。
2013年7月民協與香港立法會議員馮檢基視察三個堆填區，包括新界東北堆填區，跟進擴建堆填區撥款爭議。堆填區散發出嚴重垃圾臭味污染空氣。
2013年8月新界東北堆填區首宗污水滲漏的嚴重事故。有香港傳媒於6月報導位於打鼓嶺的新界東北堆填區附近的平原河河水疑受污染渾濁呈橙色，但香港環境保護署矢口否認。環境保護署於8月下旬承認7月下旬發現該堆填區一個臨時污水儲存池池底破裂滲漏，但並無即時公布。稱考慮按《水污染管制條例》向承辦商採取法律行動。附近有農戶會在附近平原河、缸窰河（俗稱「打鼓嶺明渠」）抽取河水灌溉。

## 區議會議席分佈
由於打鼓嶺人口不足以成為一個區議會選區，所以往往跟鄰近的沙頭角、坪輋等鄉村範圍劃為同一個選區。
| 年度/範圍  | 2000-2003 | 2004-2007 | 2008-2011 | 2012-2015 | 2016-2019 | 2020-2023 | 2024-2027  |
| ---------- | --------- | --------- | --------- | --------- | --------- | --------- | ---------- |
| 整個打鼓嶺 | 沙打選區  | 沙打選區  | 沙打選區  | 沙打選區  | 沙打選區  | 沙打選區  | 紅花嶺選區 |

## 外部連結
- 香港地方; 地方; 邊境禁區(五)打鼓嶺 （页面存档备份，存于）
- 打鼓嶺區鄉事委員會
- 打鼓嶺區鄉事委員會原居民代表及居民代表名單
- 堆填區爭議 （页面存档备份，存于）
- 新界東北新發展區規劃及工程研究 （页面存档备份，存于）
- 香港休閒農場指南2013 （页面存档备份，存于）